# Gheorghe Gh. Longinescu
Gheorghe Gh. Longinescu (n. 12 septembrie 1869, Focșani – d. 7 martie 1939, București) a fost un chimist și profesor universitar român, membru de onoare al Academiei Române (din 1936).

## Biografie
Gheorghe Gh. Longinescu s-a născut în septembrie 1869, în casa părinților săi, de pe Strada Mare din Focșani, într-o familie de negustori. A fost fiul Rucsandrei (1843-1925) și al lui Gheorghe Loghinescu (1826-1882). Tatăl său, mare negustor din Focșani, era „comersant” de lumânări de ceară curată de albine și stearină. A avut cea dintâi fabrică de lumânări de ceară albă aurite și își vindea marfa în șase județe : Putna, Bacău, Bârlad, Tecuci, Covurlui și Râmnicu-Sărat..
Printre cei șase frați și surori, se numără Ștefan Gh. Longinescu (1865-1931), jurist român, membru corespondent al Academiei Române, Neculai Gh. Longinescu (1873-1935) Inspector General al Învățământului, profesor și Director al Școlii Normale "Costache Negri" din Galați, Dimitrie Gh. Longinescu (1876-1932), avocat și director al ziarului "Orientarea" în Iași precum și Maria Gh. Longinescu (1874-1947) profesoară de Științele Naturii la Școala Normală de Fete "Nicolae Racota" (actual Liceul Teoretic "Marin Preda") din Turnu-Măgurele.
Clasele primare le face în orașul natal, remarcându-se drept un elev eminent, după care pleacă la Iași cu recomandare, continuându-și studiile în cadrul Liceului Național, moment în care face cunoștință cu acela care avea să-i fie coleg de cameră în internat și apoi apropiat prieten până la sfârșitul vieții, Nicolae Iorga. 
Deja din liceu este atras în mod special de studiul chimiei, dedicându-i-se cu toată pasiunea.
Licența o obține în anul 1892, în științe fizice la Universitatea din București. În scurt timp, la 6 decembrie același an, pleacă la Universitatea din Berlin, la studii de specializare, însoțit de recomandările înalte ale Dr-ului Constantin Istrati adresate ilustrului profesor Emil Fischer, unul dintre cei mai mari chimiști ai vremii, răsplatit mai apoi pentru meritele sale cu premiul Nobel. În laboratorul marelui chimist, G. G. Longinescu își începe lucrările cu analiza calitativă, urmate de cele ale analizei cantitative, volumetriei, electrochimiei și analizelor de gaze. Examenul în 1896 îl trece cu brio, având mențiunea cea mai bună, fiind investit cu titlul de Doctor în Filosofie, specialitatea Chimie. În august același an, cu dorul la țară, G. G. Longinescu se reîntoarce în București.
Începând din anul 1897 a fost profesor secundar în București, la Liceul „Sfântul Sava”, Liceul "Mihai Viteazul" și Liceul "Gheorghe Lazăr",. 
Între 1902 și 1908  a fost numit profesor-asistent la cursul de chimie anorganică ținut de doctorul și profesorul C.I. Istrati la Universitatea din Bucureți, iar din 1906 și până în 1938 va fi profesor agregat de chimie anorganică tot la Universitatea din București. Aici, îl va reîntîlni pe colegul său de liceu și de cameră în internatul Liceului Național din Iași și prieten, Nicolae Iorga. 
Împreună cu Gheorghe Țițeica, G. G. Longinescu fondează în anul 1905 revista "Natura, revistă științifică de popularizare", cea mai prodigioasă publicație de vulgarizare a știinției, prima și unica apărută în România. 
Deja în primul număr al publicației, G. G. Longinescu anunță cititorilor obiectul revistei : "adevărată hrană pentru minte, care să potolească foamea de știință și în care ne vom feri să punem spumă goală care amăgește și nu ține de saț sau pietriș care cade greu și nu se mistuiește". G.G. Longinescu va fi directorul acestei reviste până la moarte sa. 
Sfârșitul Primului război mondial îi aduce bucuria reîntregirii României în hotarele ei firești, pentru care lupta încă din tinerețe, dar și amărăciunea veștii că reputatul și regretatul său dascăl, Doctorul C. I. Istrati se stinsese subit la 17/30 ianuarie 1918 departe de țară, într-o cameră de spital a Institutului Pasteur din Paris. Profesorul Longinescu i-a datorat acestuia multă recunoștință, onorându-i venerabila activitate depusă în serviciul științei, ori de câte ori a fost nevoie.
Savantul G. G. Longinescu s-a stins din viață la ora 10:30 seara, în Vinerea Mare a anului 1939. Ultimul său gând creștinesc și românesc a fost ca locuința lui din strada Sfinții Apostoli  să fie cedată pentru adăpostirea unei biblioteci publice, semn al preocupării sale permanente care l-a animat pentru viitor, pentru toate generațiile, de a citi, cerceta și învăța. 
G. G. Longinescu s-a impus în știința românească drept una dintre cele mai venerabile personalități, lucrând până în ultimul moment al vieții sale, cu toată orbirea căpătată la finele lungilor săi ani de cercetare savantă; în ciuda întunericului care îl învăluise, G. G. Longinescu a continuat să răspândească aceeași lumină cu care însuflețise atâtea generații de-a lungul carierei sale.

## Activitatea didactică
O lungă și bogată activitate profesorală începe să se deruleze neîntrerupt timp de 42 de ani, din septembrie 1896 și până în octombrie 1938: 10 ani de licee și 35 la universitate, fiind omologat în numeroase ocazii și răsplătit pentru meritele sale excepționale. Director de Studii la Institutul Schewitz-Thierrin, Agregat la Facultatea de Științe din București, Director al Laboratorului de Chimie Anorganică timp de 32 de ani, Membru de Onoare al Academiei Române, sunt numai câteva din titlurile înalte pe care G. G. Longinescu le-a deținut de-a lungul frământatei sale activitați eclatante-creatoare pusă in slujba Științei și a Neamului.
1938.
„Am fost om de luptă. Am lovit și am fost lovit. Am luptat pentru părerile mele contra celor oficiale. Am fost lovit cum nu se aștepta nimeni... Și totuși nu am pierdut speranța într-o judecată viitoare mai bună... Tuturor tălmăcitorilor „Bibliei Regelui Carol II” (dictaturii N.N.) le amintesc încă o dată: sunt și voi rămâne alături de mișcarea de tineret, singura de încredere pentru viitorul țării. Las istoria să mă judece dacă greșesc, dar adevărul va fi de partea ei.”

## Activitatea științifică
Activitatea sa de cercetător este bogată, el elaborând noi reacții pentru separarea unor metale, stabilind metode noi de chimie analitică pentru identificarea unor ioni. Așa după cum aprecia cunoscutul chimist francez A. Boutaric, lucrările lui Longinescu au deschis „o cale nouă și fecundă... Concluziile la care a ajuns constituie, desigur, unul din cele mai mari progrese realizate în acest domeniu în ultima sută de ani". Tot lui Longinescu i se datorează o relație matematică originală, așa-numita „formula L", care pune în legătură temperaturile de fierbere ale lichidelor organice, densitatea lor și numărul de atomi din moleculă, relație ce permite calcularea gradului de asociere al masei moleculare a lichidelor pure. Tot el și-a înscris numele în știința prin stabilirea unei constante pentru determinarea masei moleculare: „constanta Longinescu”.

## Opera
- "Cronici științifice". Vol. I-II (1922) III (1931).
- "Molecular Association", 1929.
- "L'Association moleculaire, son passe, son present, son avenir", 1930.
- "Ueber einige neuere Methoden", 1932.
- "La Radio-București" (15 conferinte). București, 1932.
- "Aerul lichid pe intelesul tuturor". București, 1933.
- "De vorbă cu strop de apa (Submarine, Torpile, Mine in Razboiul cel Mare)". București, 1936.
- "Vrăjitorul din Menlo-Park (Edisson)". Tipografia "Bucovina", București, 1936.
- "Știința și Credința". Vol. I-IV. Tipografia "Copuzeanu", București, 1937.
- "Analiza calitativă".
- "Pomenirea doctorului C. I. Istrati" (memorii). În revista "Natura", 1938-1939 (fascicole).

De asemenea G. G. Longinescu a colaborat la foarte multe reviste de specialitate, între care: Jurnalul de Chimie-Fizică (1905-1906), Buletinul Societății Științifice a Academiei Române, Societatea Română de Știință, Buletinul de Chimie Pură Aplicată, Anuarul Universității din Iași și multe altele, precum și la diverse reviste străine de prestigiu din Franța, Anglia, Italia, Germania, Statele Unite și numeroase alte țări (Zeit Anclyt, Chemie, Chemical Review, etc).

## Deviza
„Știința înseamnă muncă și munca înseamnă cinste.”

## Diverse
O stradă din Focșani și un liceu poartă numele lui G.G. Longinescu.